# سوندرسو
سوندرسو (به لاتین: Søndersø) یک منطقهٔ مسکونی در دانمارک است که در نوردفین واقع شده‌است. سوندرسو ۲٫۶۵ کیلومتر مربع مساحت و ۳٬۲۷۳ نفر جمعیت دارد.